# الگوی مقیاس‌بندی اشغال
در بوم‌شناسی فضایی و کلان‌بوم‌شناسی، الگوی مقیاس‌بندی اشغال (به انگلیسی: Scaling pattern of occupancy)، که به عنوان منطقه اشغال (Area of occupancy) نیز شناخته می‌شود، راهی است که در آن پراکندگی گونه‌ها در مقیاس‌های فضایی تغییر می‌کند. در جغرافیای طبیعی و تحلیل تصویر، شبیه مسئله واحد مساحتی قابل اصلاح است. سیمون او لوین (1992) بیان می‌کند که: مشکل ارتباط پدیده‌ها در مقیاس‌ها مشکل اصلی در زیست‌شناسی و در کل علوم است. بنابراین، درک الگوی مقیاس‌بندی اشغال یکی از موضوع‌های اصلی در محیط زیست است.